# Cicindela splendida
Cicindela splendida är en skalbaggsart som beskrevs av Nicholas Marcellus Hentz 1830. Cicindela splendida ingår i släktet Cicindela och familjen jordlöpare. Inga underarter finns listade i Catalogue of Life.